# Volkswagen Group Services
Die Volkswagen Group Services GmbH (bis 2017: AutoVision GmbH) ist ein einhundertprozentiges Tochterunternehmen der Volkswagen AG.

## Geschichte

### Entstehungsphase
Aufgrund einer Arbeitslosenquote der Stadt Wolfsburg von über 17 Prozent entwickelte die Stadt zusammen mit der Volkswagen AG im Jahre 1997 anlässlich des 60-jährigen Stadtjubiläums im darauffolgenden Jahr das Konzept AutoVision mit dem kurzfristigen Ziel der Halbierung der Arbeitslosigkeit und der Schaffung von 10.000 neuen Arbeitsplätzen.

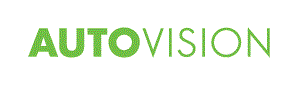
Logo der Autovision GmbH

Die AutoVision GmbH wurde im April 2001 als Tochterunternehmen der Volkswagen AG gegründet.
Die Arbeitslosigkeit konnte zusammen mit der Wolfsburg AG innerhalb von vier Jahren auf 9 Prozent gesenkt werden. Initiator des Projekts war der damalige Volkswagen-Vorstand Peter Hartz, der auch den Vorstandsvorsitz der neu gegründeten AutoVision GmbH in den ersten Jahren innehatte. Aus dem Konzept AutoVision konnte neben der AutoVision GmbH die Wolfsburg AG und der MobileLifeCampus mit AutoUni hervorgehen.
Der Erfolg des Projektes führte unter anderem dazu, dass der damalige Bundeskanzler Gerhard Schröder Hartz bat, ein Konzept für den Arbeitsmarkt zu entwerfen, woraus die Hartz-Konzepte entstanden sind.
Im Juli 2015 beschloss der Aufsichtsrat der Volkswagen AG den Aufbau eines eigenen IT-Dienstleisters für die IT- und Geschäftsanwendungen des Konzerns. Die Volkswagen Group IT Services GmbH wurde im Januar 2017 als Tochtergesellschaft der AutoVision GmbH (jetzt: Volkswagen Group Services GmbH) gegründet.
Im Dezember 2017 wurde die AutoVision GmbH in Volkswagen Group Services GmbH umbenannt.

### Das Unternehmen
Im Jahr 2023 beschäftigte das Unternehmen über 13.100 Mitarbeiter an zwölf deutschen (Braunschweig, Chemnitz, Dresden, Emden, Hannover, Ingolstadt, Kassel, München, Osnabrück, Salzgitter, Wolfsburg, Zwickau) und sieben europäischen (Barcelona, Bratislava, Győr, Palmela, Pamplona, Posen, Toruń) Standorten. Das operative Geschäft gliedert sich in fünf Geschäftsfelder (Technik, Business Operation Services, Logistik, Kaufmännische Dienstleistungen und Administration Services).
Die VfL Wolfsburg-Fußball GmbH ist eine Tochtergesellschaft von Volkswagen Group Services GmbH.

## Dienstleistungen

### (Beispiele)
- Logistik
- Technische Dienstleistungen
- Business Operation Services
- Kaufmännische Dienstleistungen
- Health Services
- IT- und Ingenieursdienstleistungen
- Fertigung
- Qualitätssicherung in der Forschung und Entwicklung
- Auslandsservice
- Relocation Service
- Customer Care Center
- Dokumentenmanagement
- Beschaffungsdienstleistungen
- Anlagenbau

## Tarifvertrag
Die Volkswagen Group Services GmbH wendet für ihre Mitarbeiter einen eigenständigen IG-Metall-Haustarifvertrag an.